# Solymári-völgy

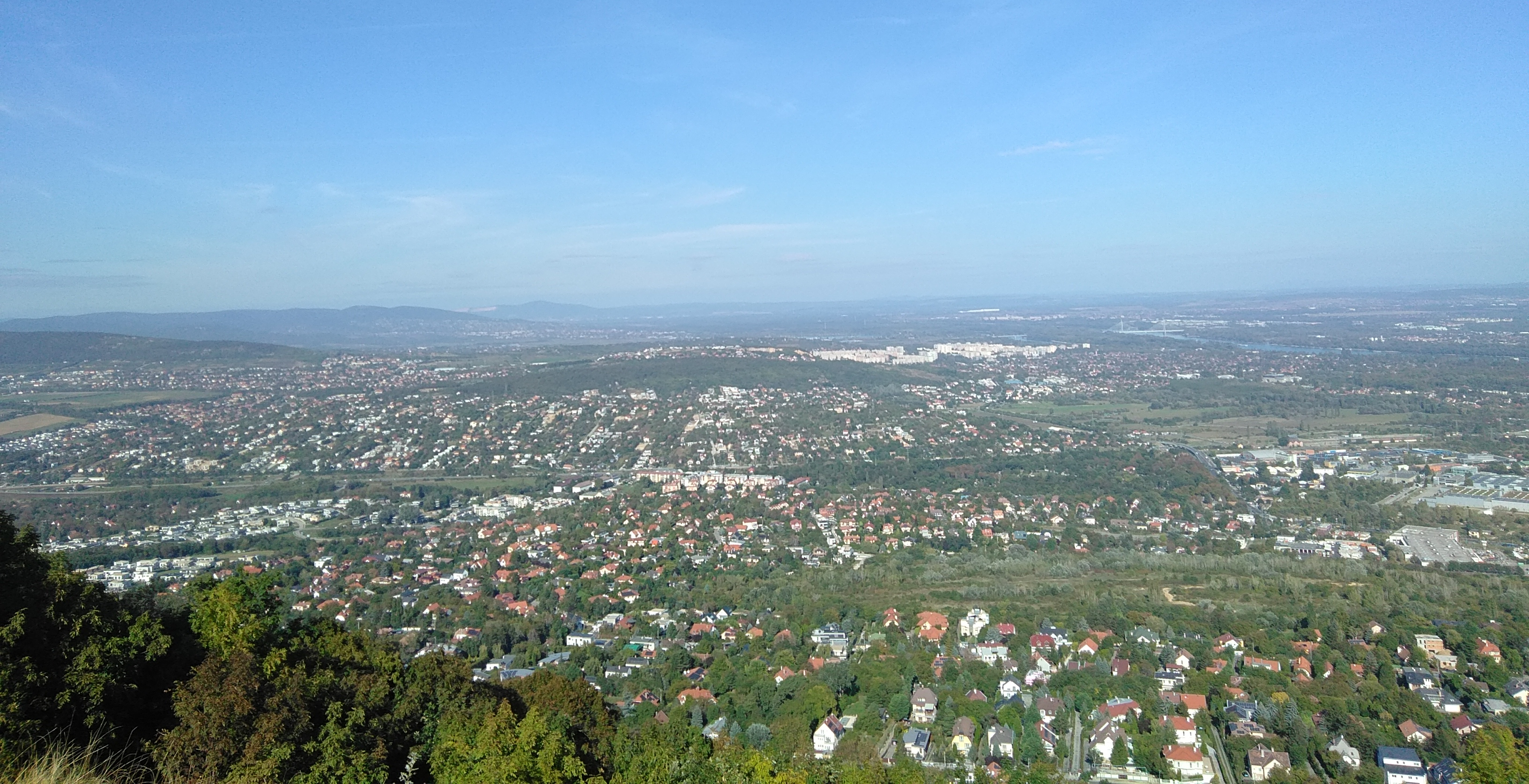
A mély völgy aranyhegyi szakasza a Hármashatár-hegyről nézve

A Solymári-völgy (Pilisvörösvári-völgy vagy Vörösvári-völgy) a Budai-hegységet a Pilistől elválasztó szerkezeti árok Solymárnál kezdődő szakasza. Területén folyik az Aranyhegyi-patak. Solymár Szarvas nevű településrésze után a völgy kiszélesedik, ezt a részét hívják Pilisvörösvári-medencének is.

## Földtani jellemzői
Az Aranyhegyi-árok széles, jelenkori talpát fiatal hordalék fedi. A Solymári-völgy Hármashatár-hegy felőli lejtője tört lejtő a mészkő, a dolomit és a kiscelli agyag lepusztulása miatt.

## Földrajzi jellemzői

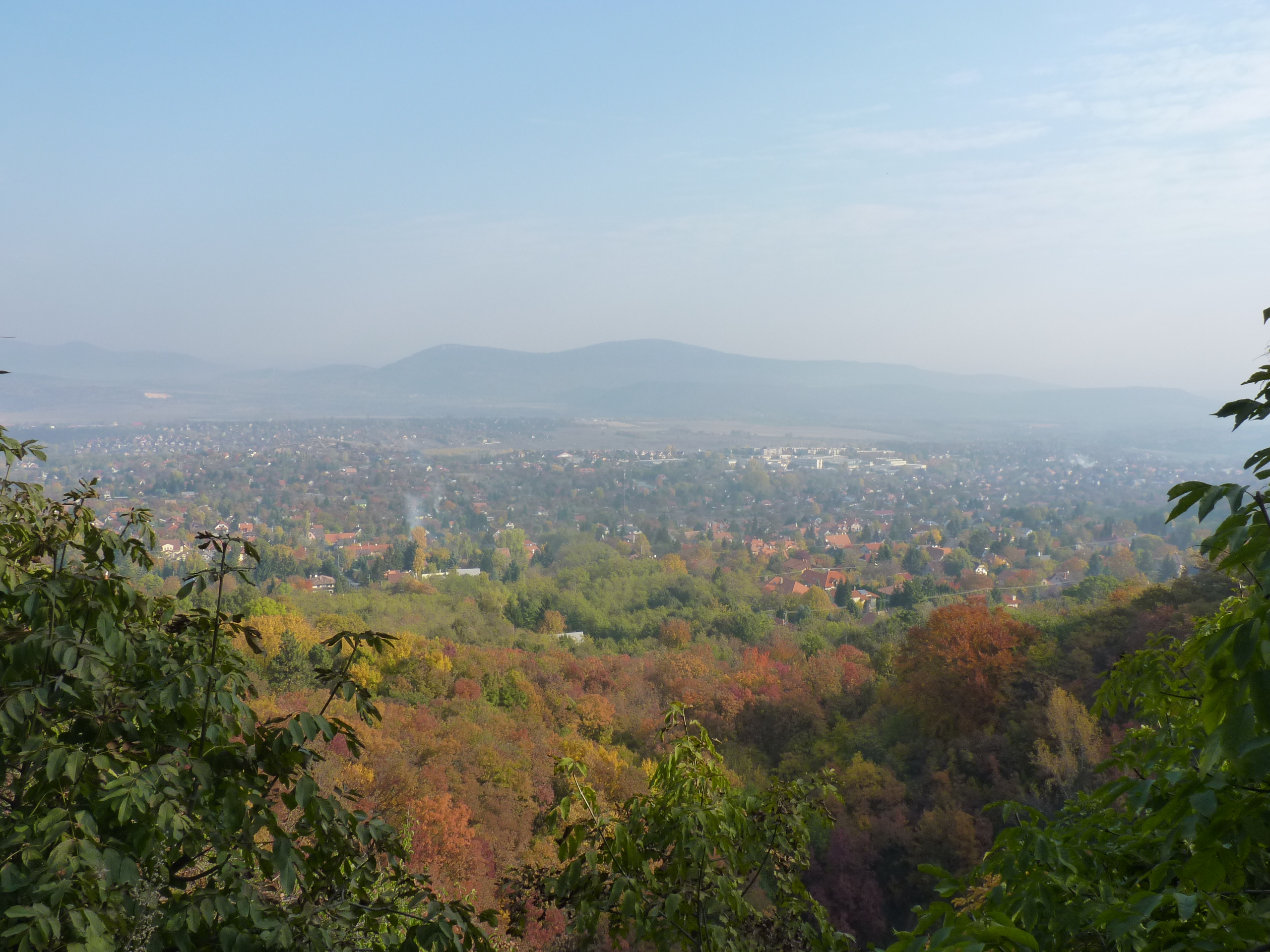
A Solymári-völgy a Solymári-ördöglyuk bejáratától nézve; háttérben a Kis- és a Nagy-Kevély

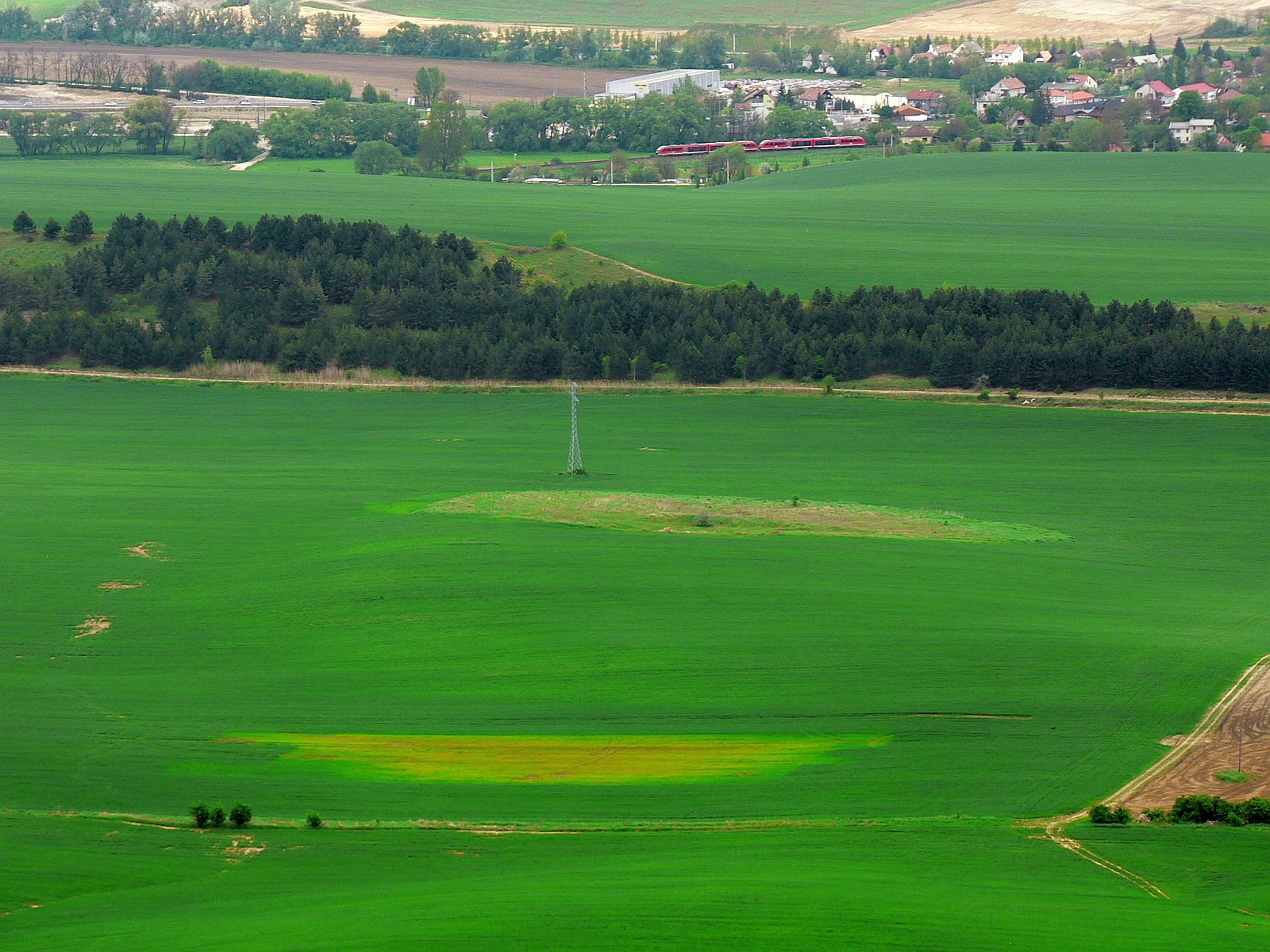
A Solymári-völgy szarvasi része a Szarvas-hegyről nézve

### Vízrajza
A völgy legmagasabban fekvő része Pilisszentiván és Pilisvörösvár nyugati határában, illetve az azokkal szomszédos területeken, vagyis az Aranyhegyi-patak és az azt tápláló egyéb vízfolyások (Házi-réti-patak, Határréti-árok) forrásvidékén található. A völgyön végighúzódó 10-es út és a vele nagyrészt párhuzamosan haladó Budapest–Esztergom-vasútvonal szempontjából a völgy legmagasabb pontja a Zajnát-hegyek és a Budai-hegység egyik legészakibb csúcsának számító Vörös-hegy között található Kopár-hágó (vagy Kopárosi-hágó), ahol a vasútvonal – hogy megtakarítson tízegynéhány méter szintemelkedést – egy alagúttal (Kopár-hágói vasúti alagút) halad keresztül.
Az Aranyhegyi-patak forrása Pilisszentiván lakott területétől nyugatra, majdnem Piliscsaba határában található (itt a vízfolyást sokszor inkább Vadász-réti-patak, vagy sváb tájnyelvi nevén Jági-patak néven emlegetik), a Házi-réti-patak Pilisvörösvár belterületétől észak-északnyugatra, a Határréti-árok pedig Pilisszántó lakott területén ered.
A völgy különböző részeiről induló vízfolyások közül előbb a Házi-réti-patak és a Határréti-árok találkozik – e két vízfolyás vize a Házi-réti víztárolóban folyik össze –, majd mintegy két kilométerrel távolabb, Solymár külterületén együtt folynak bele az Aranyhegyi-patakba, amely nem sokkal előbb fogadta magába a Paprikás-patak vizét. Szarvas településrésztől a Rozália-téglagyárig a völgyben (a 10-es út nyomvonalában) húzódik Solymár és Pilisborosjenő, majd onnan továbbhaladva Budapest irányában Solymár és Üröm közigazgatási határvonala. A völgy végül Budapest határát átlépve és délkeleti irányban tovább haladva, az óbudai temető közelében éri el a Duna völgyét.
A Solymári-völgy területe ily módon Pilisvörösvár, Pilisszentiván, Solymár, Pilisborosjenő, Üröm és a budapesti III. kerület, illetve tágabban értelmezve Pilisszántó közigazgatási területére terjed ki; déli szegélyén húzódik a Budapest–Esztergom-vasútvonal, a 10-es főút pedig a völgy középvonala közelében halad.

### A völgyet határoló hegyek
Dél felől a völgyet (nyugat-keleti irányból) a Nagy-Szénás–Zsíros-hegy–Kerek-hegy tömbje, majd a Pesthidegkút felől érkező Paprikás-patak völgyének becsatlakozását követően a Les-hegy–Felső-patak-hegy–Kálvária-hegy–Szarvas-hegy–Tök-hegy–Csúcs-hegy–Hármashatár-hegy–Vihar-hegy alkotta hegylánc határolja. Északon, ugyancsak nyugat felől a Hosszú-hegy, a Nagy- és Kis-Kevély, valamint ez utóbbiak előhegyei, a Fehér-hegy–Köves-bérc tömbje, végül a III. kerületi Üröm-hegy–Arany-hegy tömbje határolja.
Solymár északnyugati részén egy, a Budai-hegység főtömegéből messze kiugró magaslat, a Szél-hegy is beékelődik a völgybe, ennek 242 méteres magasságú csúcsa közel 100 méterrel emelkedik a völgytalp szintje fölé.

## Tavak a völgy területén
A Solymári-völgy területén több tó is található, ezek egy része az itt folyó patakok felduzzasztásával, más részük a térségben folyt szénbányászati tevékenységhez kapcsolódva, a már nem használt vágatok beiszapolásához szükséges homok kitermelésének helyén alakultak ki. Az előbbiek közé tartozik a Vadász-réti-patak duzzasztásával kialakult Jági-tó és a Házi-réti-patakon kialakított Házi-réti-víztározó, utóbbiak közé tartozik a Slötyi és a Pilisvörösvári tórendszer öt bányatava. Nyílt vizű agyagbányagödrök is találhatók a völgy területén: a solymári volt Wienerberger téglagyártól délre, illetve a már Budapesthez tartozó Rozália-téglagyár üzemi területén.
A történelmi múltban további kisebb-nagyobb tavak léteztek még a pilisvörösvári Fürdő utca környékén (az 1928-as feltöltéséig ezt nevezték Cigány-tónak), a Szent János tér helyén (Szent János-tó) és a Petőfi Sándor utca városközponttól távolabb eső részén (sváb nyelvű helyi nevén „Lahmkruam”), továbbá a solymári vasútállomás közelében az Arany-hegyi-patakon is. A Fürdő utcai tó helyén, a területének nagy részének feltöltésével és a fennmaradt részen egy 25 x 10 méteres medence kialakításával 1930. március 31-én fürdőt nyitottak, Adelmann-féle strandfürdő néven, mely viszonylag rövid ideig működött az 1930-as, majd később még egy pár évig az 1950-es években; romos állapotban egészen 2012-ig volt látható, amikor is a tulajdonos elbontotta. A Szent János-tavat feltöltötték, területének egy részén ma park és magánkert van, egy részét pedig beépítették, az agyagbányászat eredményeként létrejött Petőfi utcai tó területén pedig, a környék rendezésével helytörténeti parkot alakított ki a pilisvörösvári önkormányzat a 2000-es évek végén. A solymári vasútállomásnál lévő egykori tó mára elmocsarasodott, járhatatlan ingovánnyá alakult át, foltokban itt-ott csekély vízfelülettel.

## Gazdasági hasznosítás
A völgy területén változatos terepfelszín és változékony növényborítottság figyelhető meg. A be nem épített területek jelentős részén még mezőgazdasági hasznosítás a jellemző, de a települések szélein egyre nagyobb terület nyer iparterületi vagy kereskedelmi hasznosítást. A pilisvörösvári határ nagy részén ma még főként szántók és rétek vannak, ugyanígy a Paprikás-patak völgyétől a Kiscelli-fennsíkig, valamint a Szépvölgyig húzódó összefüggő, csak helyenként kisebb vízmosásokkal felárkolt, lösszel borított agyaglejtőn is szántók, foltokban erdők, a városközpont felé haladva, a Testvérhegyi-dűlő, a Táborhegyi-dűlő és a Remetehegyi-dűlő területén pedig már inkább üdülő-, sőt lakótelkek találhatók, ez utóbbiak jobbára hétvégi házas jellegű  beépítéssel.